# Carl-Ivar Nyberg

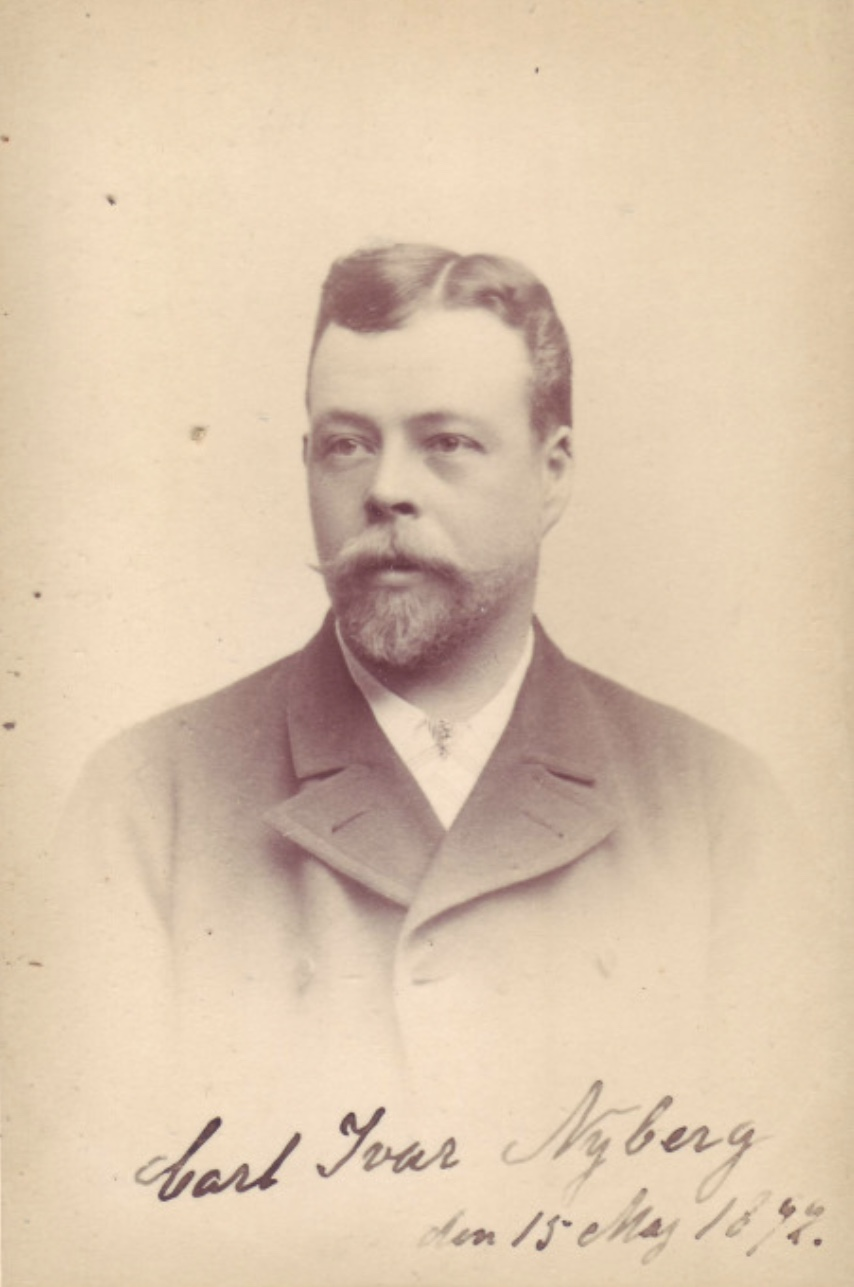
Carl-Ivar Nyberg.

Carl-Ivar Julius Nyberg, född 29 januari 1861, död 15 mars 1921 i Stockholm, var en svensk dekorationsmålare  och konstnär. Carl-Ivar Nyberg bör inte förväxlas med konstnären Ivar Nyberg som verkade under samma tidsperiod med ett snarlikt namn. 

## Biografi
Carl-Ivar Nyberg var son till Carl Nyberg och Ida Nyberg, född Glanberg. Fadern var specerihandlare,  men efter en eldsvåda förlorade han nästan allt han ägde. Carl-Ivar Nyberg fick då börja som målarlärling hos sin morfar målarmästare Carl-Johan Glanberg.
Carl-Ivar Nyberg var främst landskapsmålare med en förkärlek för hav och dåtidens sjöfart. Han tillbringade flera perioder i Tyskland, 1883–1884  och 1891, för konststudier. Det senare året tillbringade han hos den så kallade Düsseldorfskolan, känd för landskapsmåleri. Under tiden i Düsseldorf studerade han August Jernberg som ansågs vara den främsta koloristen bland de svenska Düsseldorfmålarna. Prov på detta och dess färgsättning kan man se i Nybergs stilleben målat i Düsseldorf 1891.
Nyberg fick tillsammans med sin hustru Anna Nyberg, född Hultman, barnen Tor, Sten och Ingrid.
Carl-Ivar Nyberg är begravd på Norra begravningsplatsen utanför Stockholm.

## Bildgalleri

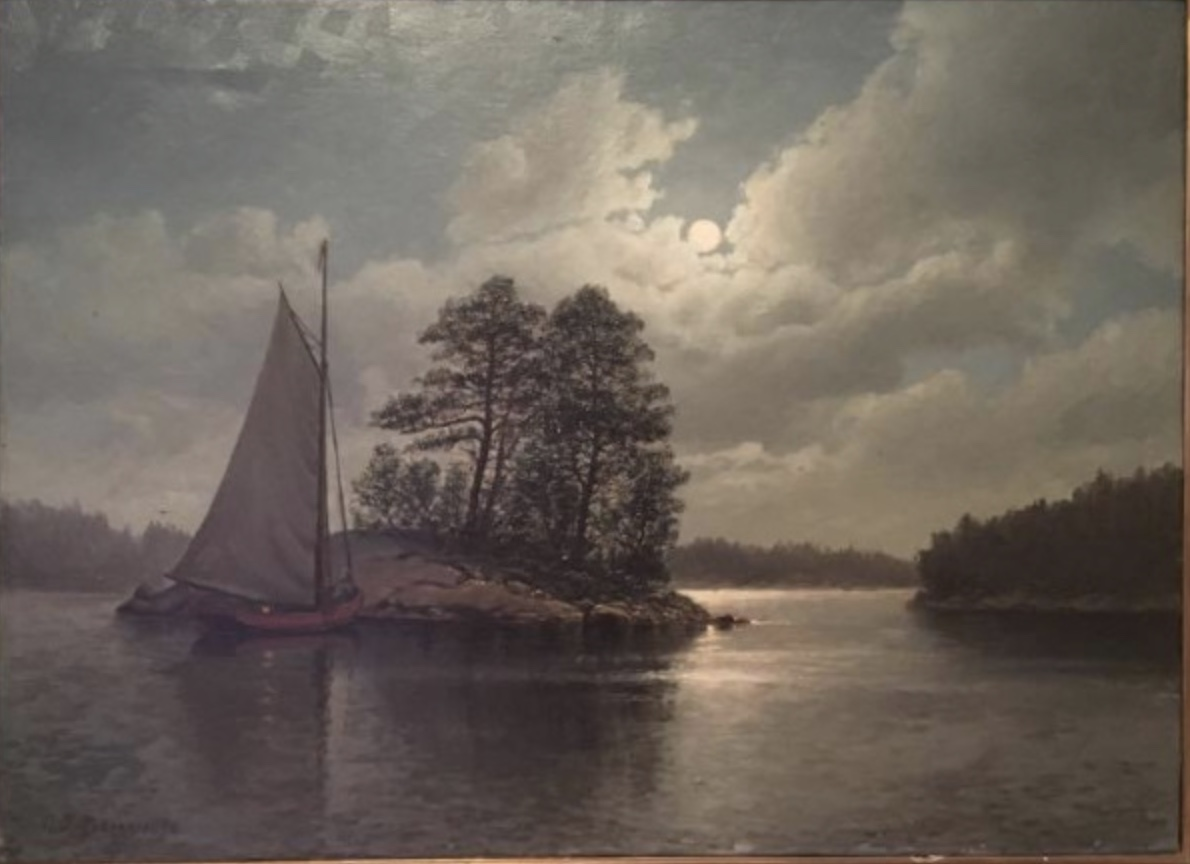
Skärgårdsmotiv 1896 målat av Carl-Ivar Nyberg.
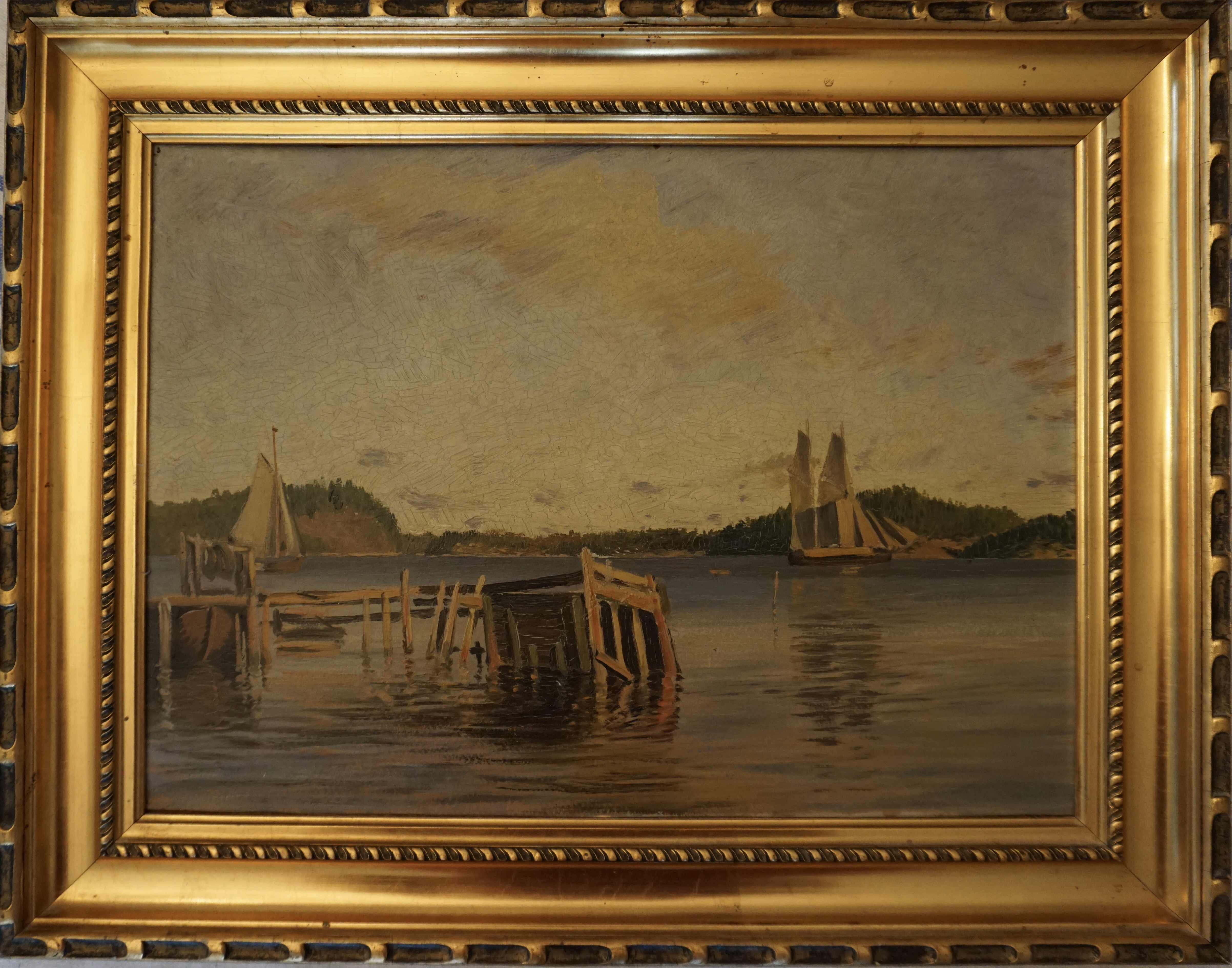
Motiv från Vaxholm 1890-tal målat av Carl-Ivar Nyberg.
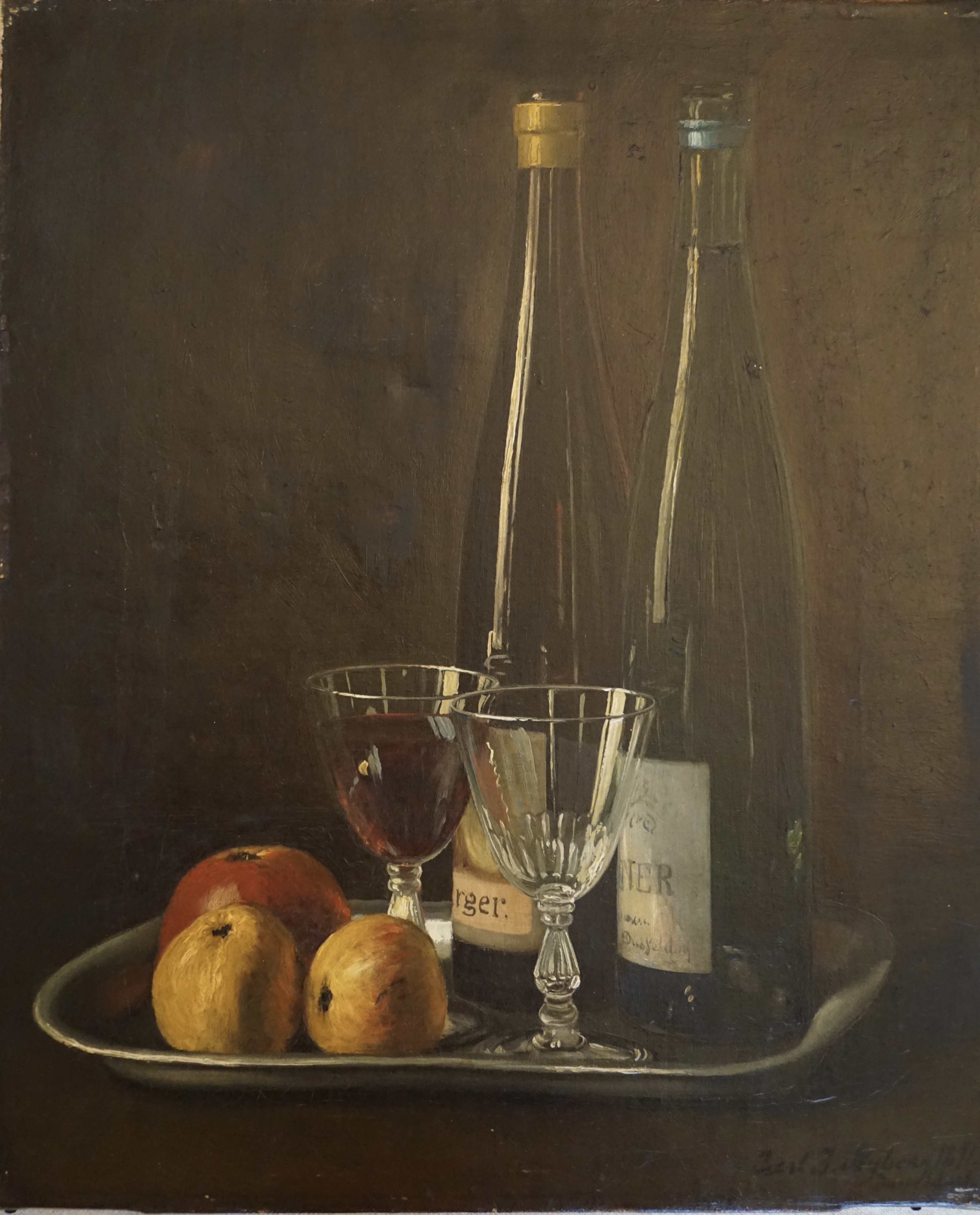
Ateljemotiv målat i Düsseldorf 1891 av Carl-Ivar Nyberg. Se speglingen av ateljefönstren i glasen.
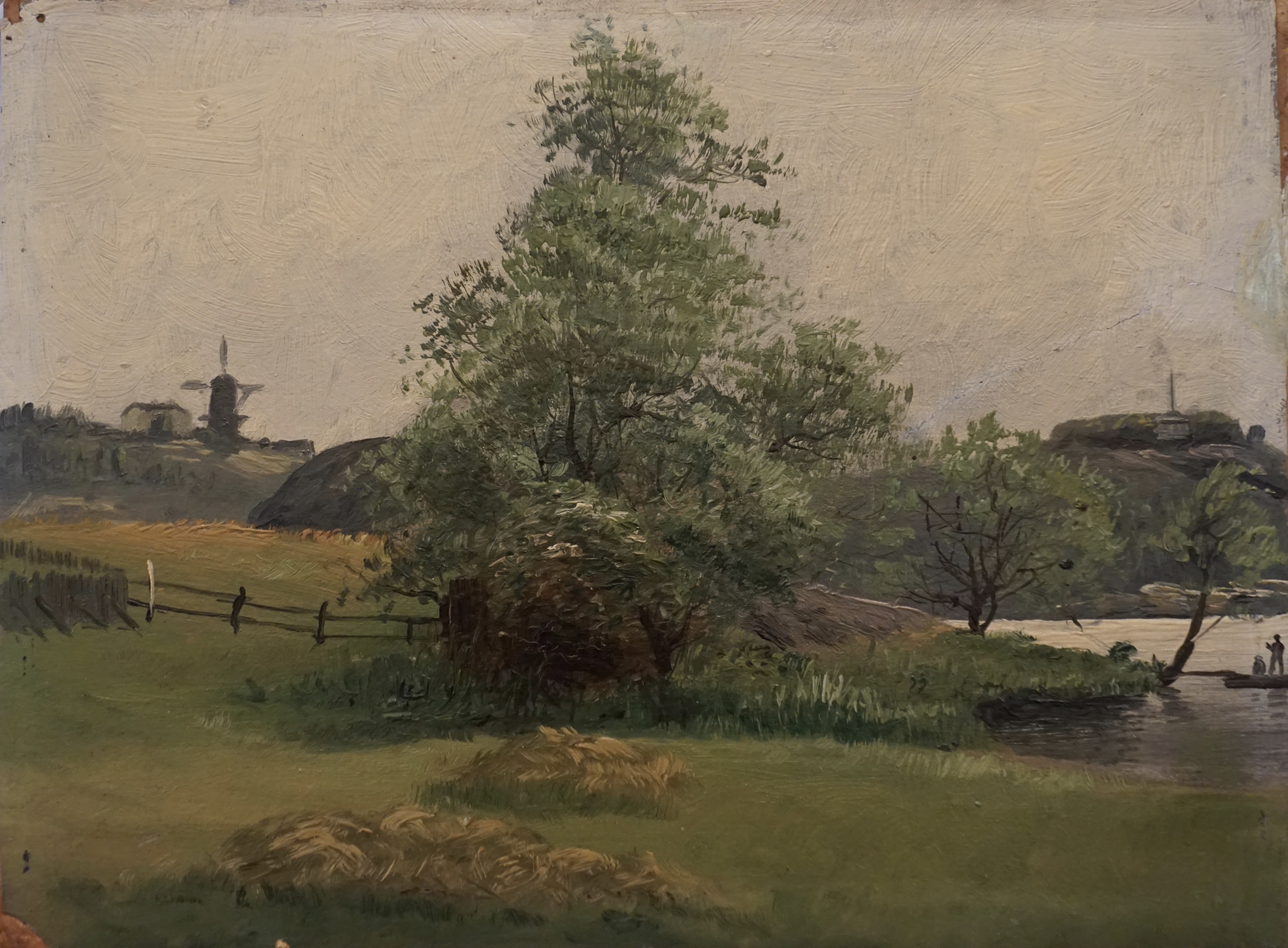
Motiv från Djurgården målat av Carl-Ivar Nyberg 1892.
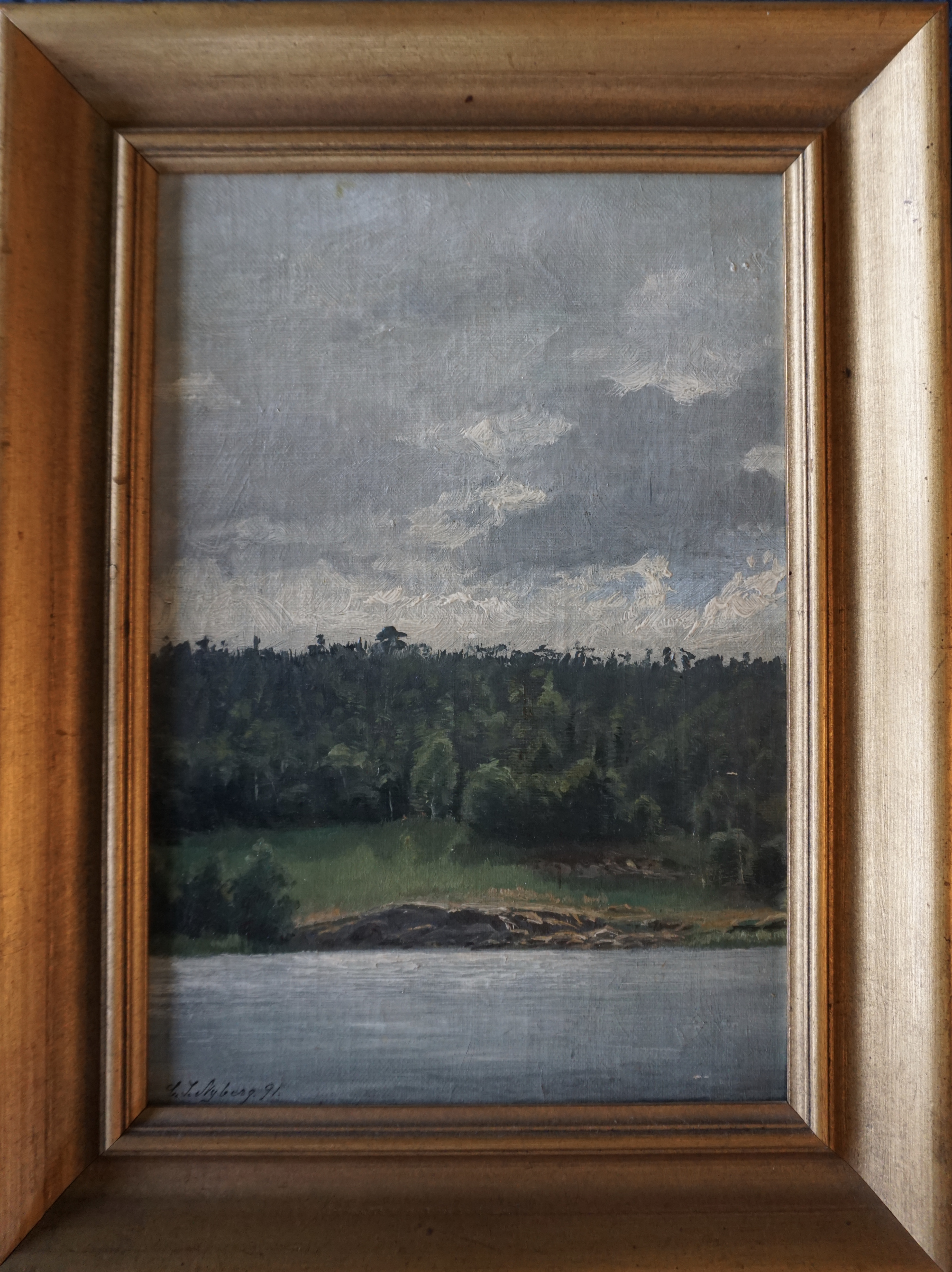
Stockholms skärgård målad av Carl-Ivar Nyberg 1891.
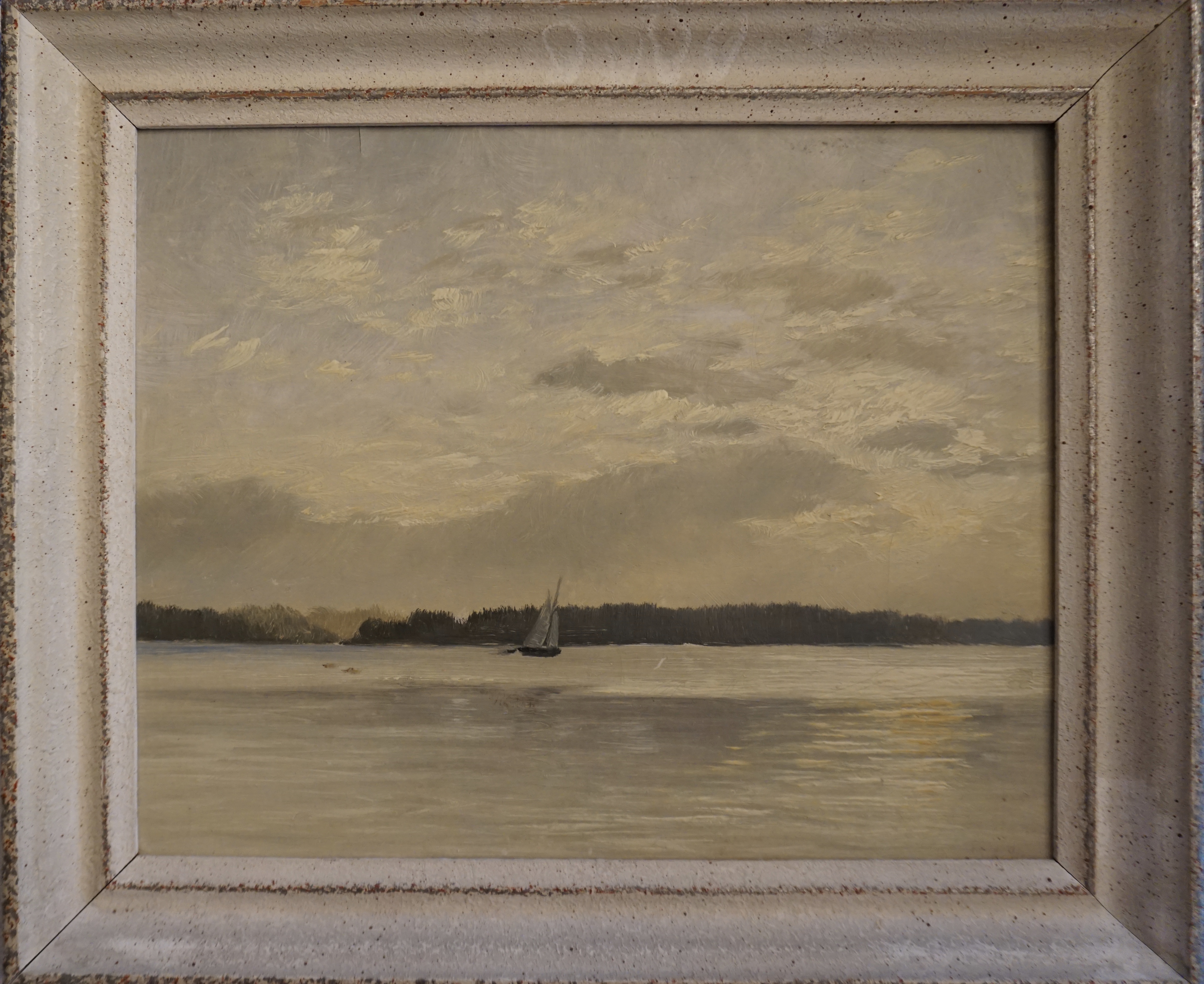
Motiv över Värtan, förlaga till större tavla, målat av Carl-Ivar Nyberg.
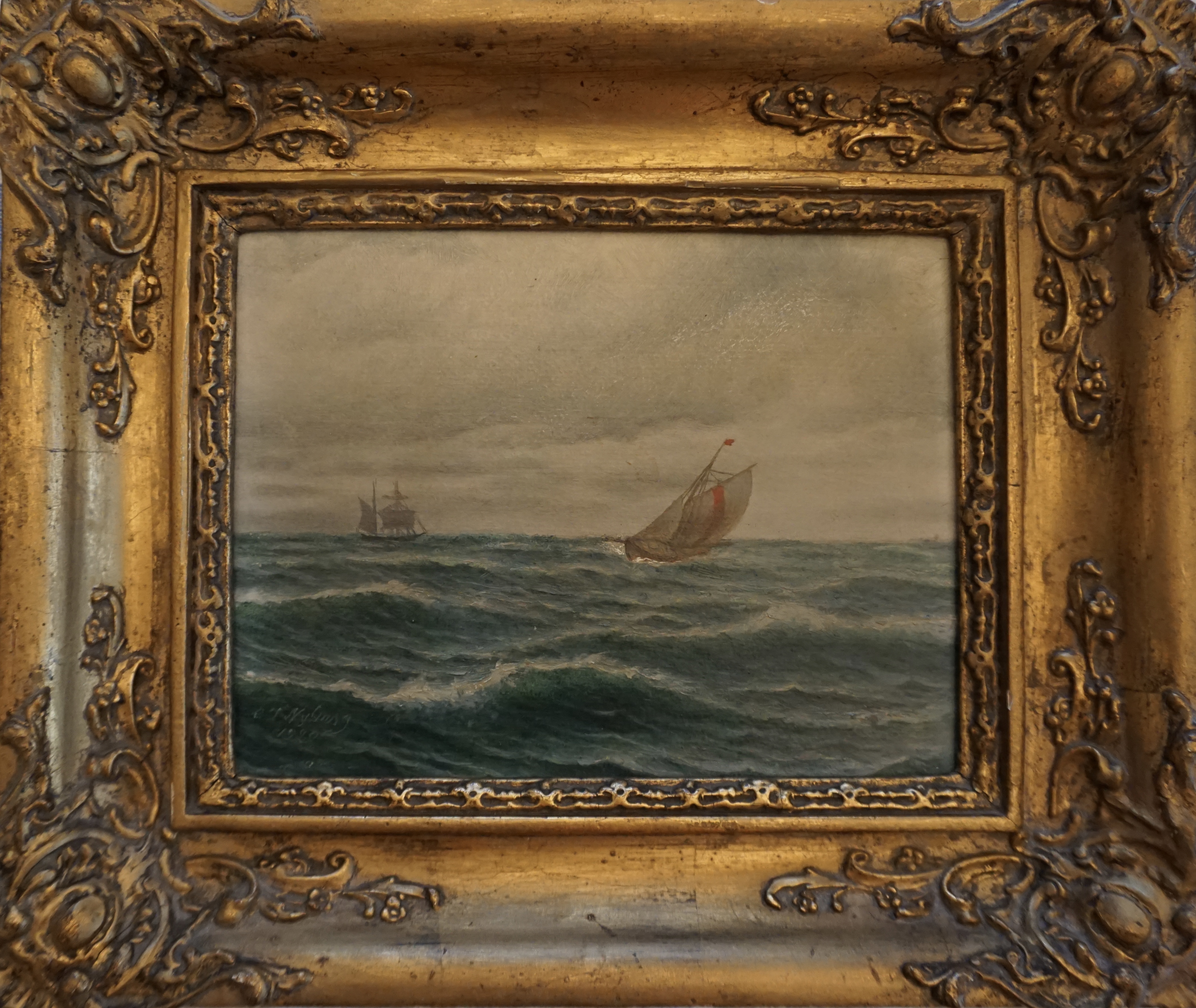
Segelbåtsmotiv 1920 målat av Carl-Ivar Nyberg.
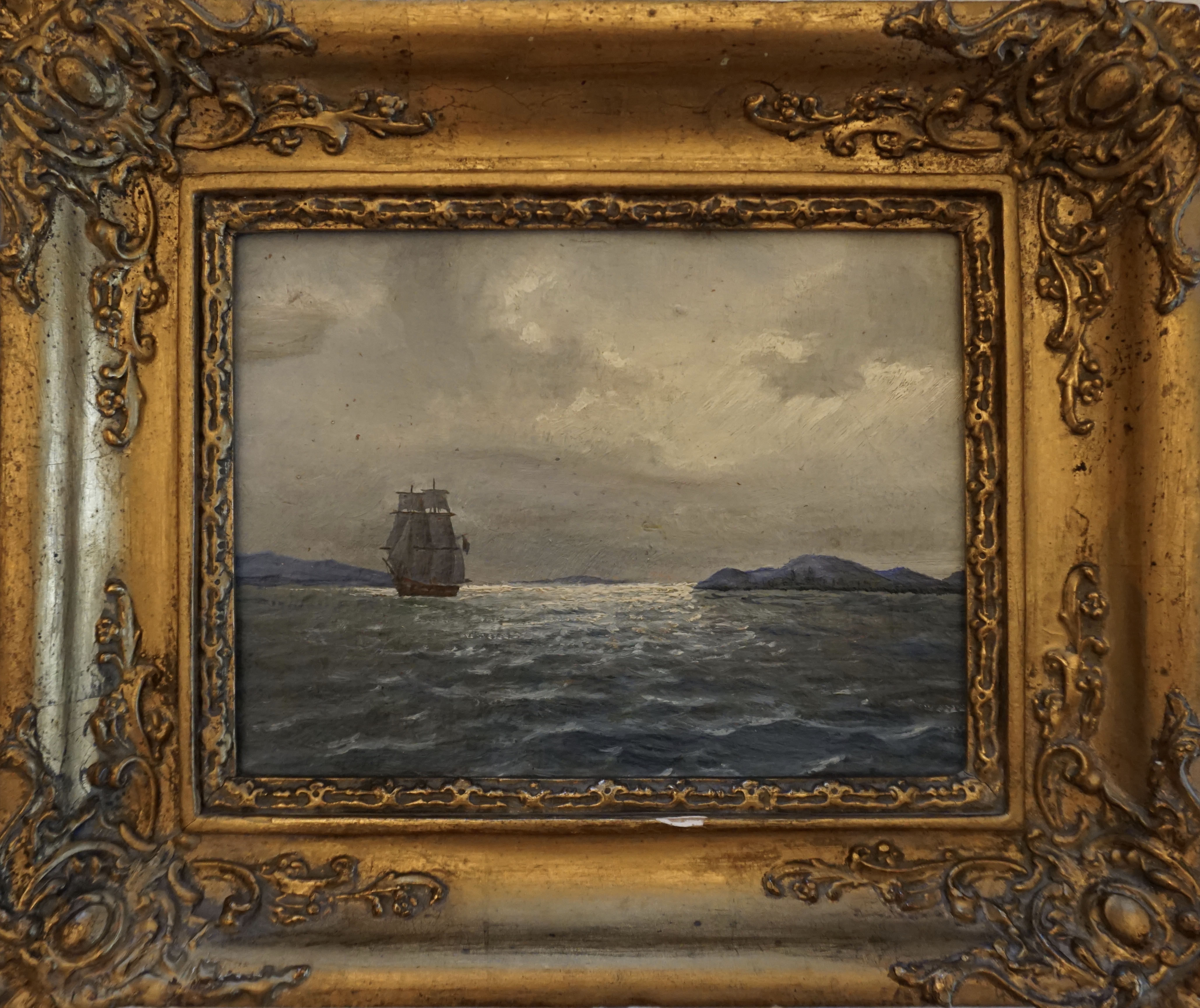
Brigg i Stockholms skärgård målad av Carl-Ivar Nyberg.
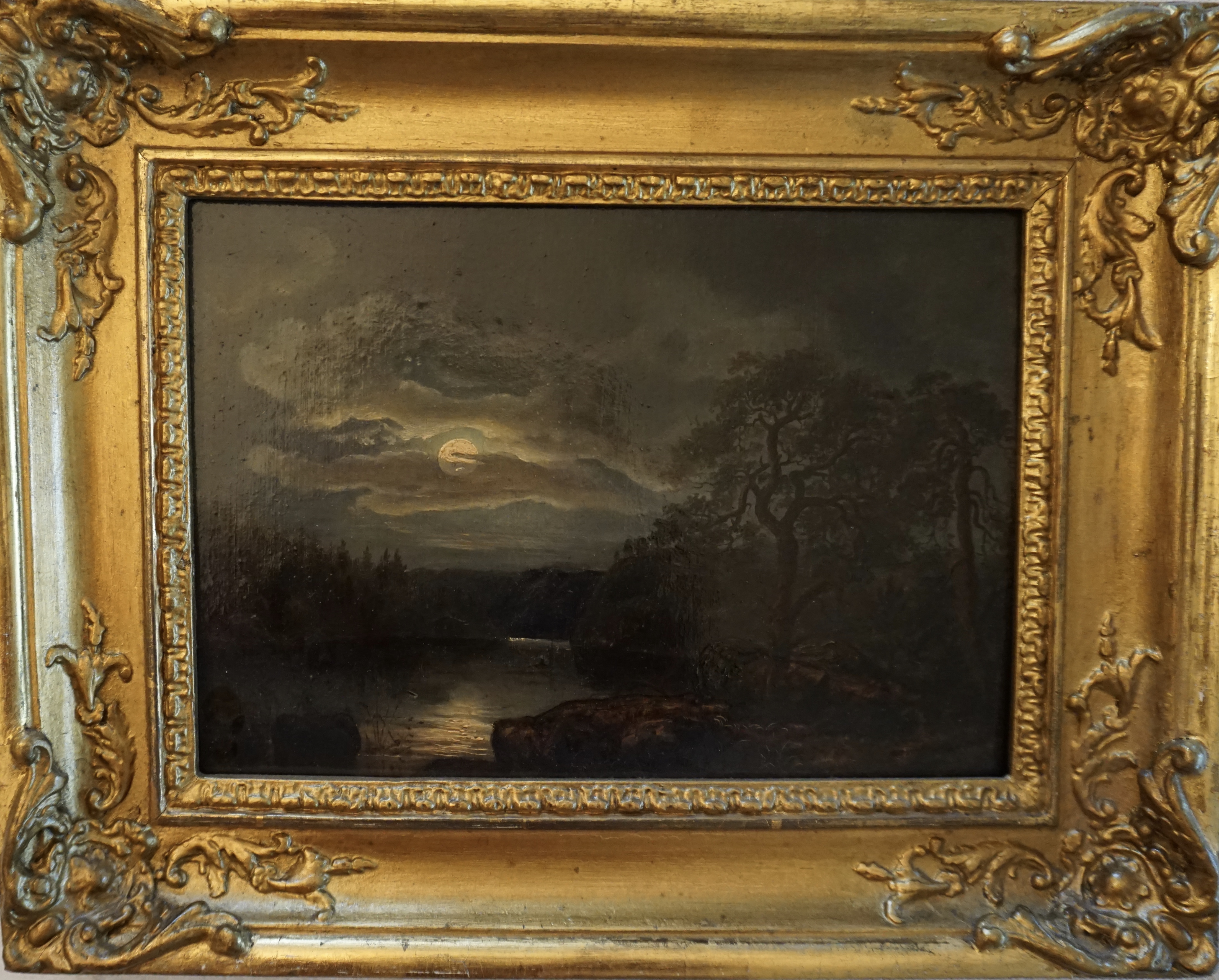
Stockholms skärgård målad av Carl-Ivar Nyberg.
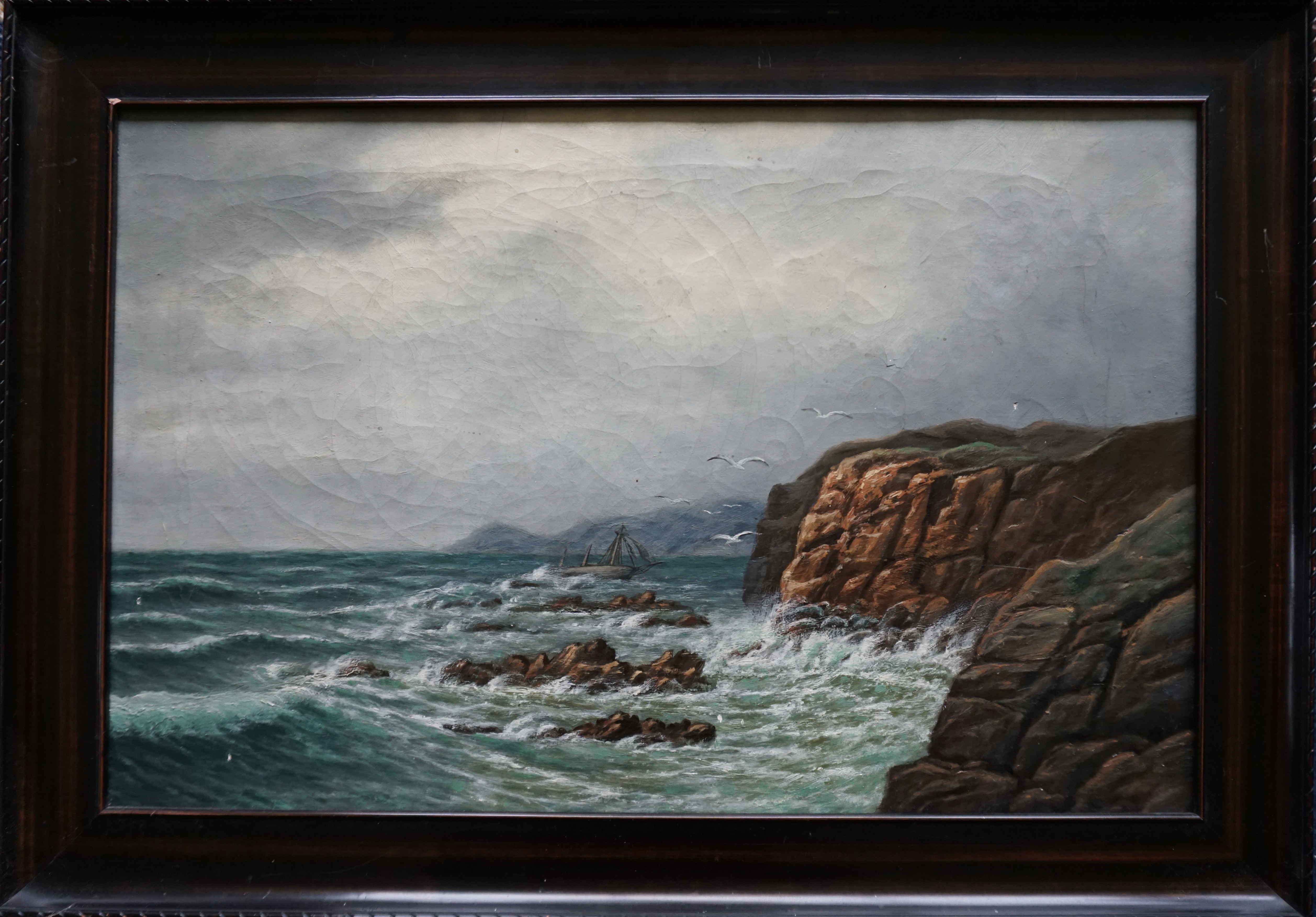
Kustmotiv målat av Carl-Ivar Nyberg.
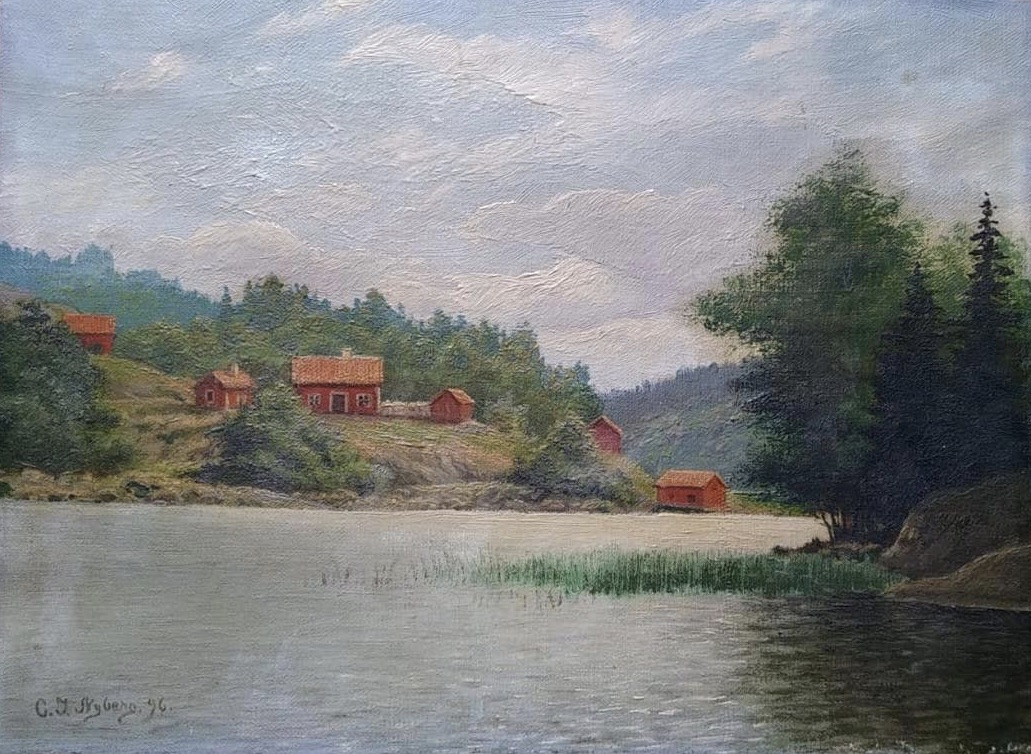
Röda stugor i Stockholms skärgård
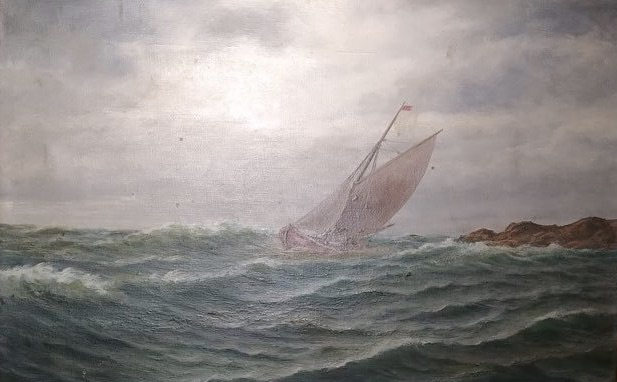
Solgenombrott
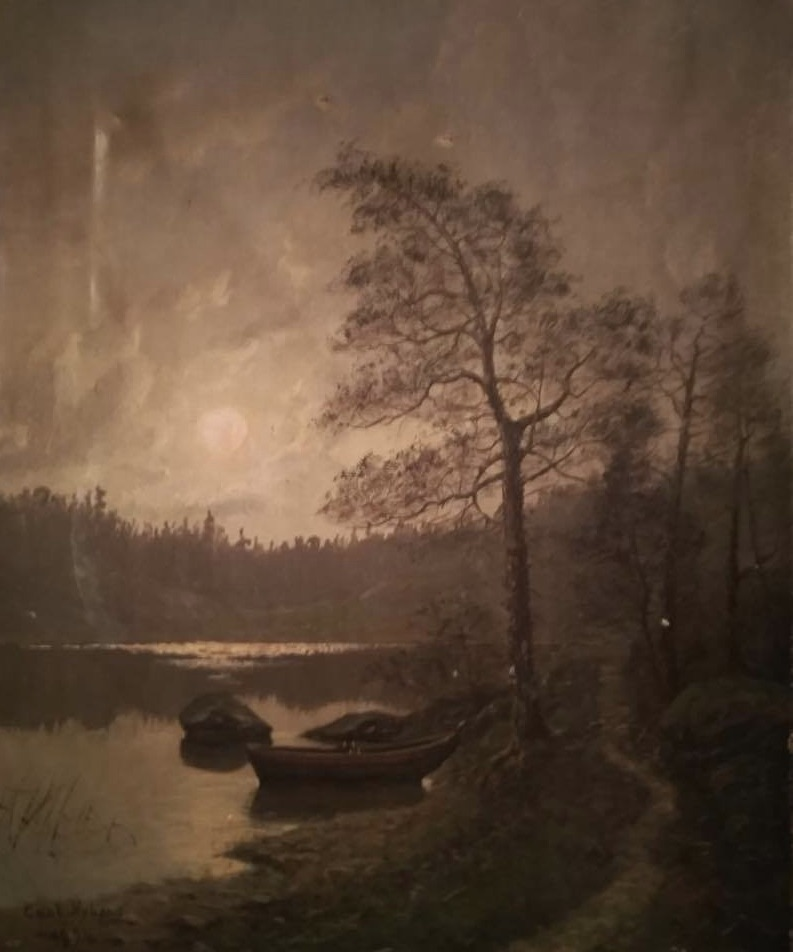
Skymning i skärgården
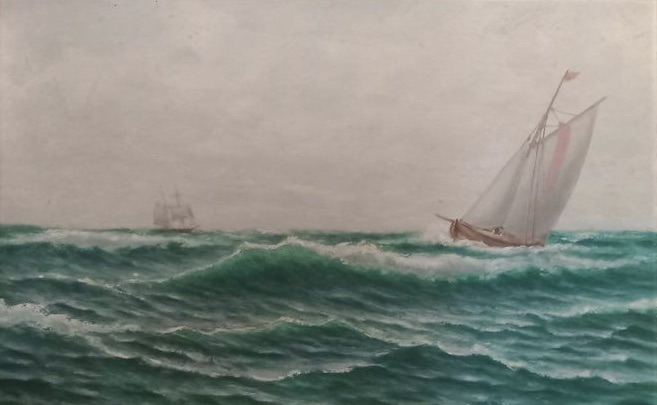
Sjömotiv av Carl-Ivar Nyberg